# Rausu
Rausu (japanska: 羅臼町?, Rausu-chō) är en landskommun (köping) i Hokkaido prefektur i Japan. 
I kommunen ligger den östra delen av halvön Shiretoko med världsarvet Shiretoko nationalpark. På Shiretoko ligger stratovulkanen Rausudake (1 660 m ö.h.).

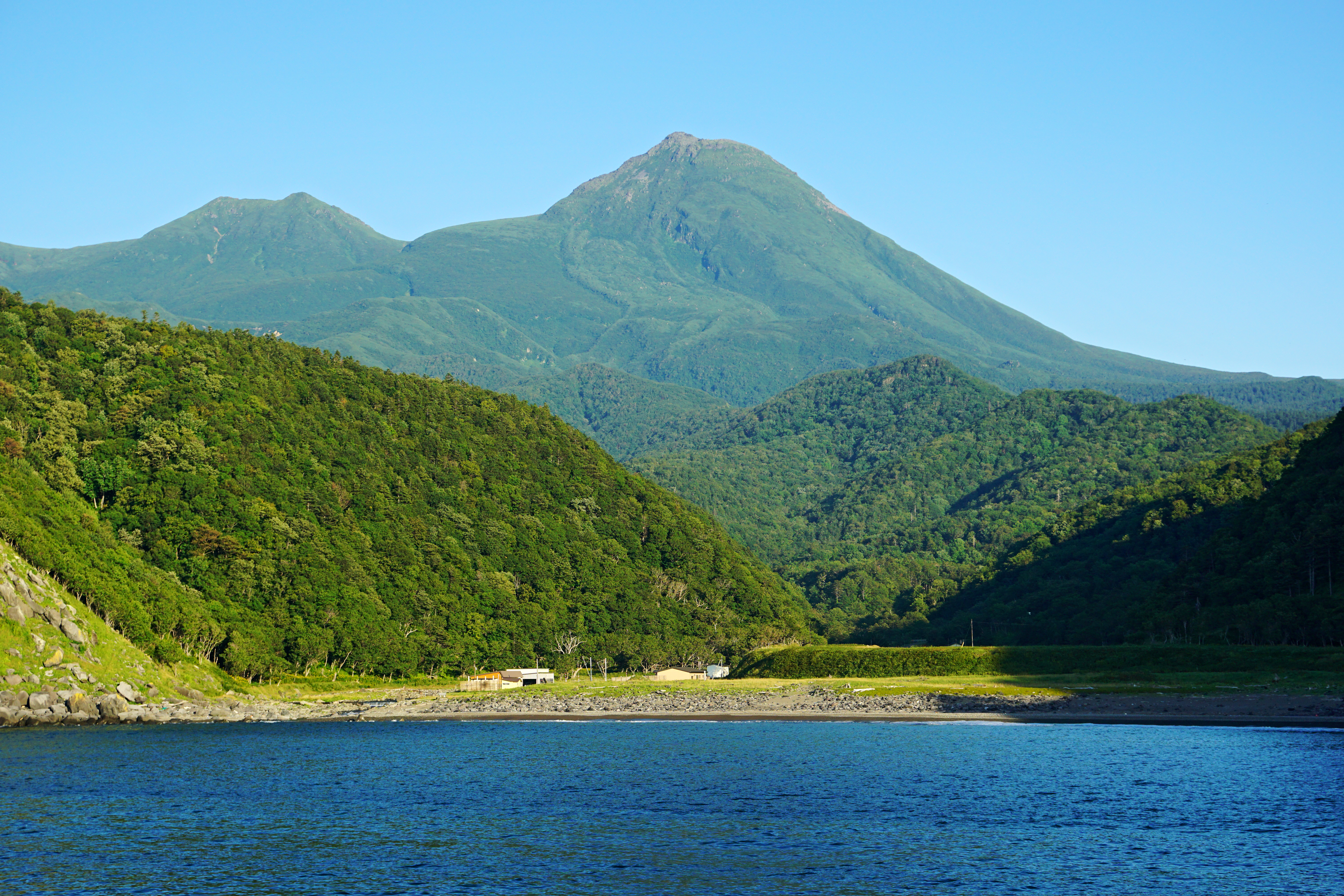
Rausudake